# ئی‌ام‌دی جی‌پی۷
ئی‌ام‌دی جی‌پی۷ (انگلیسی: EMD GP7) یک لوکوموتیو دیزلی ساخت شرکت جنرال موتورز دیزل و الکترو-موتیو دیویژن بوده است.
این لوکوموتیو که مابین سال‌های ۱۹۴۹ تا ۱۹۵۴ تولید می‌شده دارای ۱۶ سیلندر و ۱۵۰۰ اسب بخار توان خروجی بوده است.

## نگارخانه

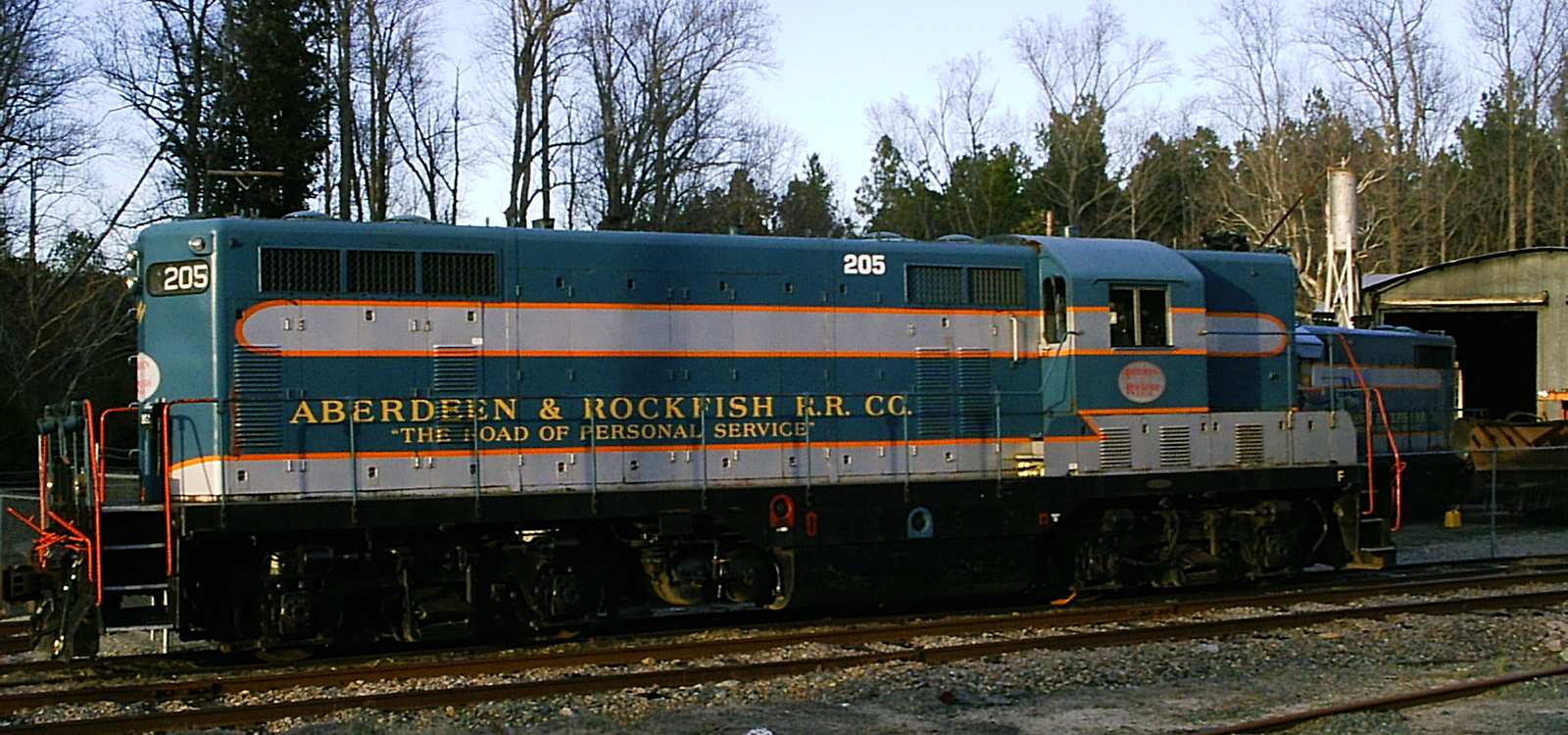
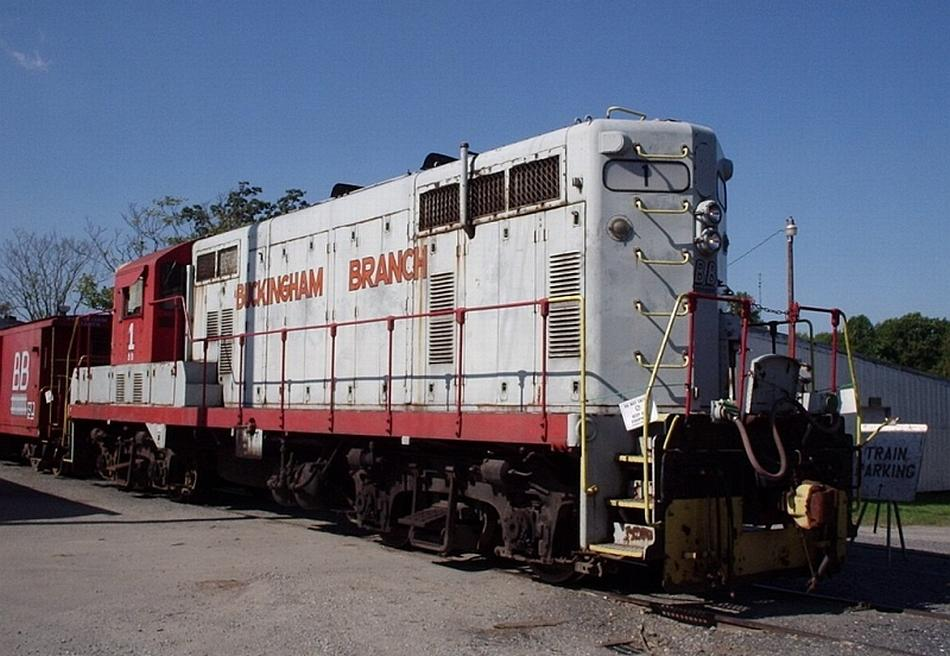
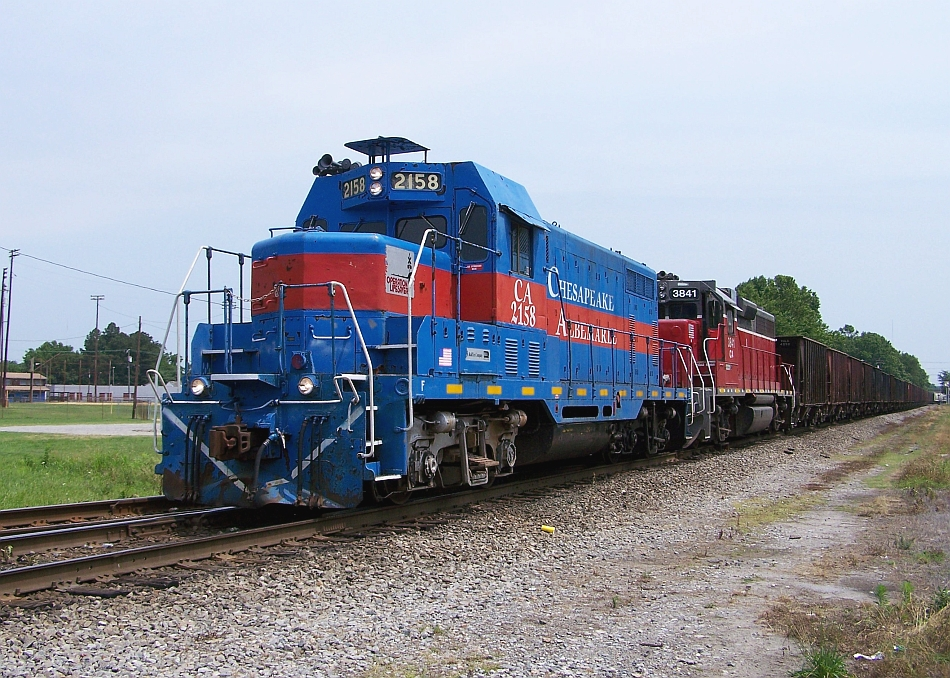
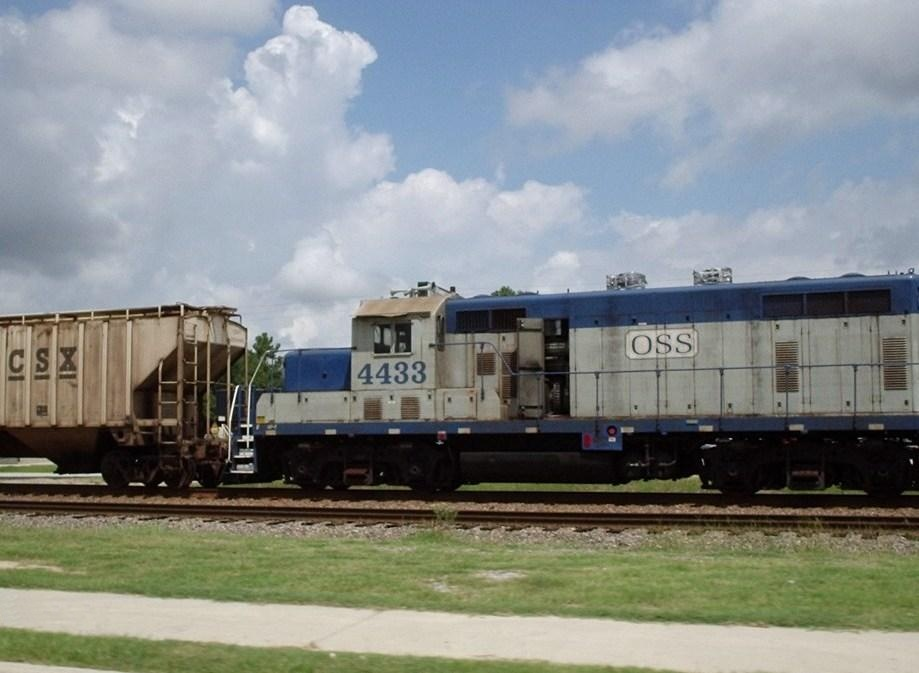